# Gustave-Auguste Ferrié
Gustave Ferrié, francoski general, * 19. november 1868, Saint-Michel-de-Maurienne † 16. februar 1932, Pariz.